# Campanella vinosolivida
Campanella vinosolivida är en svampart som beskrevs av Segedin 1993. Campanella vinosolivida ingår i släktet Campanella och familjen Marasmiaceae.   Inga underarter finns listade i Catalogue of Life.